# 松岡洋右
松岡 洋右（まつおか ようすけ、1880年（明治13年）3月4日 - 1946年（昭和21年）6月27日）は、日本の外交官、政治家。
南満洲鉄道（満鉄）総裁を務め、満洲国の実力者「弐キ参スケ」の一人とされた。第2次近衛内閣では外務大臣に就任し、日独伊三国同盟や日ソ中立条約締結を推進。しかしドイツのソ連侵攻後は南進論が大勢を占める政府で北進論を主張し、第3次近衛内閣発足を機に事実上外相を解任された。アメリカ合衆国外交官ジョセフ・グルーと親交があり、佐藤栄作は義理の甥にあたる（妹の娘婿で養子）。

## 生涯

### アメリカ留学
1880年（明治13年）3月4日廻船問屋の四男として、山口県熊毛郡室積村（現：光市室積）で生まれた。
洋右が11歳の時に父親が事業に失敗し破産したことや、親戚が渡米し成功していたことから、1893年（明治26年）に留学のため13才で渡米する。渡米後は周囲の人々が多く信仰していたキリスト教の影響を受け、自らも入信する。特に来日経験のあるオレゴン州ポートランドのアメリカ・メソジスト監督教会牧師メリマン・ハリス（Merriman Colbert Harris）の信仰に見守られつつ、日本自由メソヂスト教会の指導者となる河辺貞吉から大きな影響を受け、洗礼（記録では1893年）を受けた。彼は河辺を信仰の父、実父に代わる第二の父とし、終生交わりを大切にした。後年に至っても米国ではメソジスト派の信者と述べ、「キリストの十字架と復活を信じている」と公言していた。アメリカでの生活は苦しく、最初の寄宿先に到着した早々薪割りを命じられるなど、使用人としてのノルマをこなしながら学校へ通わなくてはならなかった。また、たびたび人種差別の被害にあった。この頃の体験が「アメリカ人には、たとえ脅されたとしても、自分が正しい場合は道を譲ってはならない。対等の立場を欲するものは、対等の立場で臨まなければならない。力に力で対抗する事によってはじめて真の親友となれる。」を信条とする彼の対米意識を育んでいった。
ポートランド、カリフォルニア州オークランドなどで勉学の末、伴新三郎商店で働きつつオレゴン大学法学部に入学、1900年（明治33年）に卒業する。オレゴン大学と並行して早稲田大学の法学講義録を取り寄せ勉強するなど、勉学心旺盛であった一方で、学生仲間によると、ポーカーの名手だったともいう。
卒業後も滞米して様々の職種で働いていることから、アイヴィー・リーグなどの大学院に進学することを目指していたとも考えられるが、母親の健康状態悪化などを理由に1902年（明治35年）、9年振りに帰国する。松岡はアメリカを第二の母国と呼び、英語を第二の母語と呼んでいたが、これは終生変わらなかった。

### 外務省時代
帰国後は、東京麹町に山口県人会の寮があったこともあり、駿河台の明治法律学校（明治大学の前身）に籍を置きながら東京帝国大学を目指すことにした。しかし帝国大学の授業内容を調べ、物足りなさを感じた洋右は、独学で外交官試験を目指すことを決意する。1904年（明治37年）に外交官及領事官試験に首席で合格し（一番だったのは英語だけという説もある）、外務省に入省する。なお、この外務省入りはそれほど積極的な動機に基づくのでなく、折からの日露戦争に対する一種の徴兵忌避的意味合いがあったのではないかとの説もある。
外務省では、はじめ領事官補として中華民国上海、その後関東都督府などに赴任する。その頃、満鉄総裁だった後藤新平や三井物産の山本条太郎の知遇を得る。松岡の中国大陸での勤務が長かったのは、一説には一旦はベルギー勤務を命ぜられたものの「これからの日本には大陸が大切だから」といって中華民国勤務の継続を望んだともいう。短期間のロシア、アメリカ勤務の後、寺内内閣（外務大臣は後藤新平）のとき総理大臣秘書官兼外務書記官として両大臣をサポート、特にシベリア出兵に深く関与した。1919年（大正8年）パリ講和会議に随員（報道係主任）として出席し日本政府のスポークスマンとして活躍した。また同会議で近衛文麿と出会う。帰国後は総領事として再び中華民国勤務となるが、1921年（大正10年）、外務省を41歳で退官した。

### 満鉄から代議士へ

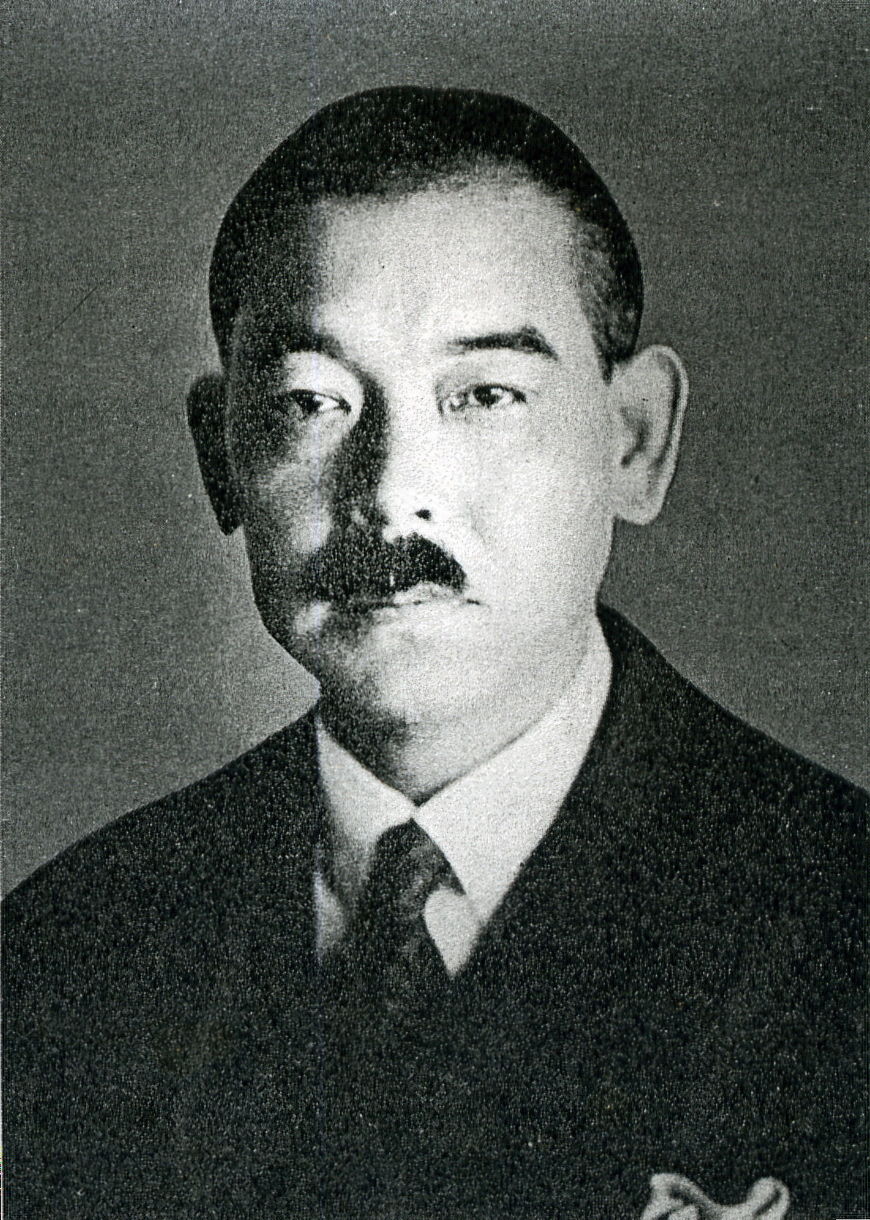
立憲政友会代議士時代の松岡洋右

1921年（大正10年）早川千吉郎の引き抜きにより、南満洲鉄道（満鉄）の理事に就任する。1927年（昭和2年）に副総裁（総裁は山本）。松岡本人も撫順炭鉱での石炭液化プラント拡充などを指導していた。
1930年（昭和5年）、満鉄を退職する。2月の第17回衆議院議員総選挙に郷里の山口2区から立候補（政友会所属）し、初当選する。議会では対米英協調路線と対支那の中国内政不干渉を方針とする幣原外交を厳しく批判し、国民から喝采を浴びることとなる。
ただし、当時の松岡は対中国に対する外交姿勢はあくまでも経済的なアプローチを基本とするものであった。松岡は1931年「満蒙は日本の生命線」というプロパガンダを広めだした。そのため、1931年（昭和6年）9月19日、前日に起きた柳条湖事件を報道する新聞を読んだ松岡は、「砲火剣光の下に外交はない、東亜の大局を繋ぐ力もない。休ぬるかな」と自らの対中外交方針が破綻したことに落胆している。そして10月15日に内大臣の牧野伸顕に対して「今日は私を捨てて協力内閣に依るの外なし」と語るなど、満洲事変勃発当初は、事態の収束を図るために民政党との協力内閣構想を積極的に主張した。しかし協力内閣構想は、民政党の若槻内閣の拒否により挫折する。その後は対外方針を一転させ、満洲国の早期承認を主張するようになった。

### ジュネーブ総会派遣・連盟脱退

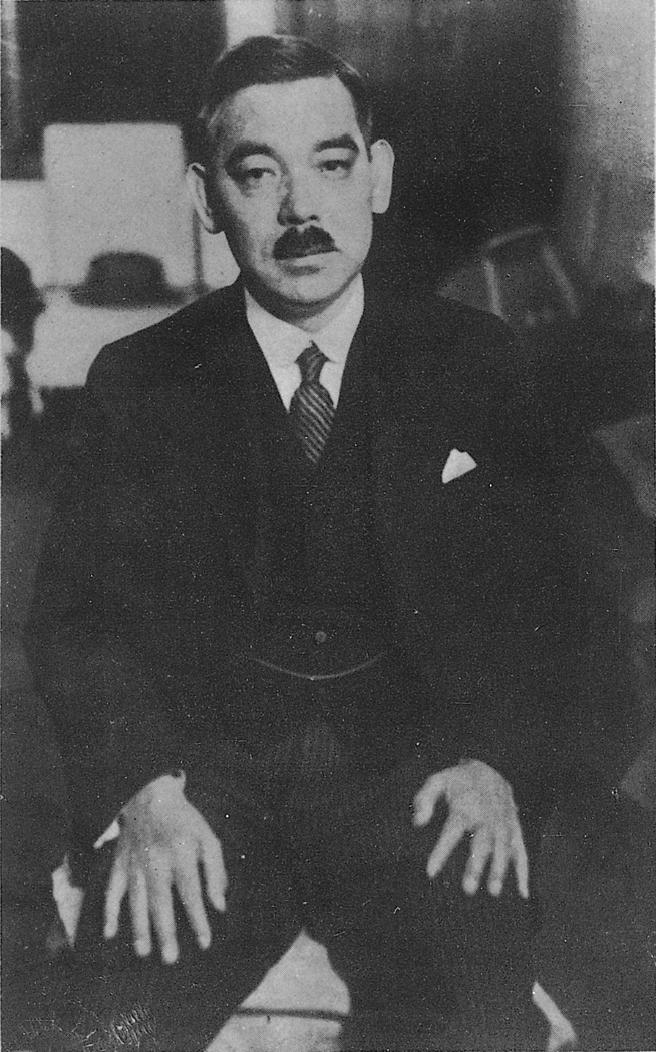
1946年より前の松岡

満洲事変（1931年9月18日）勃発直後の9月21日、中国国民政府は、日本の軍事行動について国際連盟に提訴し、連盟理事会は12月10日、事実関係調査のための調査団（リットン調査団）派遣を決定した。こうしてリットン調査団が、日本と中国に派遣されることとなり、翌1932年（昭和7年）10月、その調査結果をまとめたリットン報告書が連盟に提出された。リットン報告書は、2か月後に始まる連盟総会の審議の基礎データとなった。報告書の内容は日本の満洲における特殊権益の存在を認めるなど、日本にとって必ずしも不利な内容ではない。しかし報告書は、「9月18日以前までの原状復帰は現実にそぐわないという認識・満洲の自治・日本権益の有効性」を認めながらも結果として「満洲を国際管理下に置く事」を提案し、満洲を満洲国として認めない内容だった。
日本国内では井村薫雄などの論者が満蒙権益保護の重要性を訴えるなどして世論が硬化した。さらに国際協調派から満洲国承認の強硬派に転じた内田康哉外相の「焦土演説」に押し切られ、政府は報告書正式提出の直前（9月15日）に満洲国を正式承認するなど、政策の選択肢が限定される状況であった。
派遣にあたり日本政府と外務省は、全権松岡に訓令(1932年10月21日 閣議決定)を発した。松岡はその訓令により職務を遂行した 。松岡が選ばれた理由は、類いまれな英語での弁舌を期待されたものである。「日本の主張が認められないならば国際連盟脱退はやむをえない」は松岡全権の単独行為ではなく、あくまでも外務省が想定した最悪のケースであり、脱退を既定路線としてジュネーブに赴いたわけではなく、松岡たちはできうる限り脱退を避ける方針で連盟総会に臨んだ。
リットン報告書を受理するための理事会が1932年11月21日に開かれ日本政府全権の松岡と中国政府全権の顧維鈞が演説した。また11月28日の理事会では、日中双方の意見と共に「報告書」が総会に上程されることが決まった。
12月8日、総会が開かれ松岡は原稿なしで1時間20分にわたる演説を行った。それは「十字架上の日本」演説と呼ばれ、そのクライマックスは以下のようであった。

諸君！　日本はまさに十字架にかけられようとしているのだ。しかし我々は信ずる。かたくかたく信ずる。わずかに数年ならずして、世界の輿論は変わるであろう。しかしてナザレのイエスがついに世界に理解されたごとく、我々もまた、世界によって理解されるであろう。 
しかし、日本国内では喝采を浴びたこの演説も、諸外国での反響は疑問である。連盟総会において対日批判の急先鋒であったのは、中華民国、スペイン、スイス、チェコスロバキア、東南アジアに植民地である「オランダ領東インド」を有するオランダであった。
松岡の「十字架上の日本」演説の後、「リットン卿一行の満洲視察」という満鉄広報課の作成した映画が上映され、各国代表を含め約600人程が観覧した。併合した朝鮮や台湾と同じく多大開発と生活文化振興を目標とする日本の満洲開発姿勢に、日本反対の急先鋒であったチェコスロバキア代表ベネシュも日本の対外宣伝の不足を松岡に伝えた。
1933年（昭和8年）2月20日、日本政府は閣議を開き、連盟総会が「勧告」を採択した場合、連盟を脱退することを決定した。2月24日、総会において勧告案への採決がなされ、賛成42票、反対1票（日本）、棄権1票（シャム）、投票不参加国1国（チリ）の圧倒的多数で勧告が採択された。松岡はあらかじめ準備していた宣言書を朗読して会場から退場した。その際に松岡が日本語で「さよなら!」と叫んだといわれることがあるが、これは別の事実との混同によって発生した誤りである。

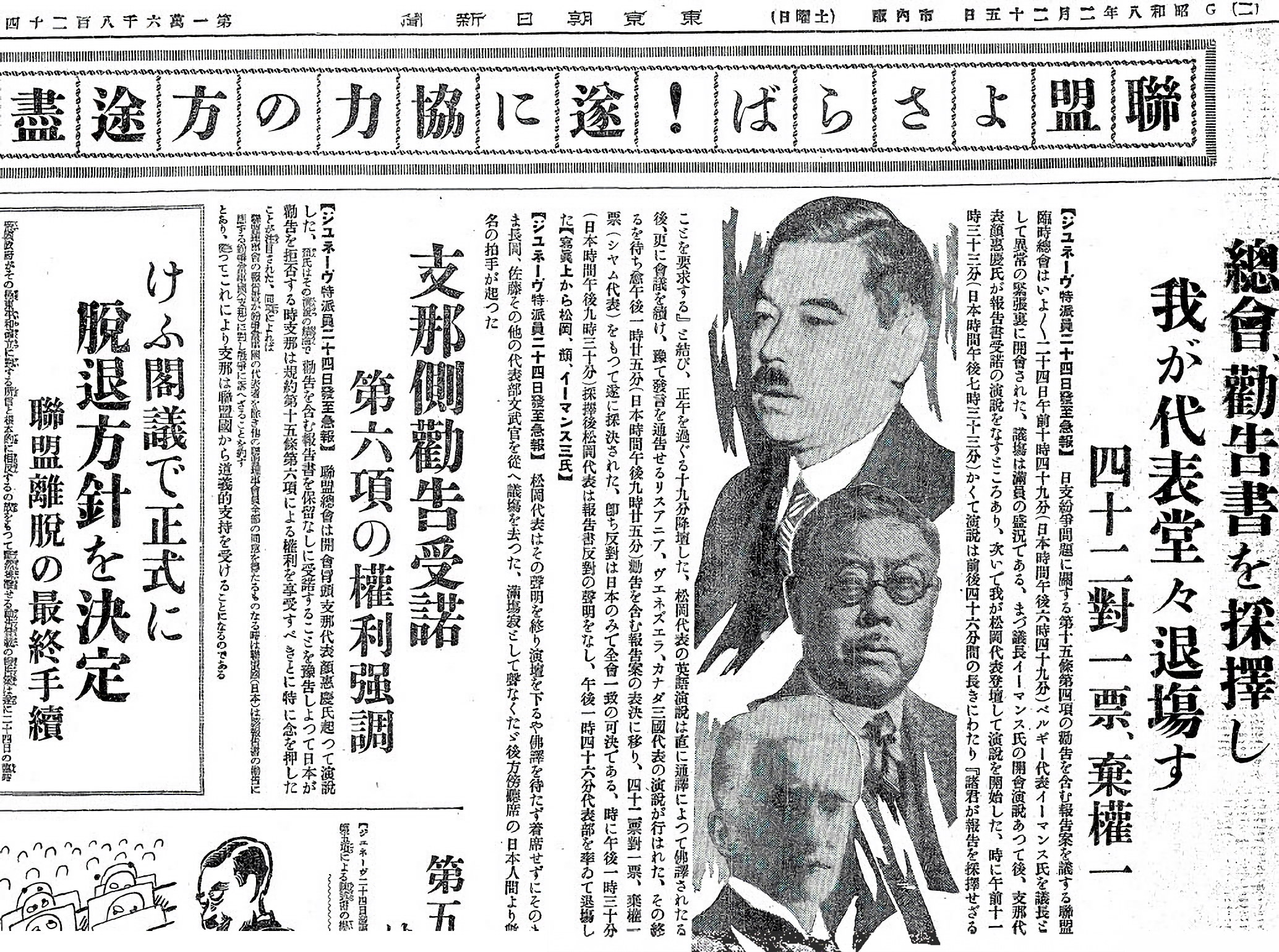
国際連盟脱退翌日の東京朝日新聞昭和8年2月25日朝刊2面

「勧告」が採択された翌日の1933(昭和8)年2月25日には、読売新聞が朝刊2面で『日本と連盟遂に事実上絶縁 42対1で総会報告書採択 我代表席を蹴って退場 歴史的総会の大詰め』、夕刊1面で『日本、事実上脱退へ 最終総会 けふ閉会 松岡代表堂々反対宣言 四十五対一位で報告書採択か 日支問題 劇的大詰め』と報じるなど、国際連盟脱退の方向性が既に報じられていた。また、同日の東京朝日新聞が朝刊2面で『聯盟よさらば！ 遂に協力の方途尽く 総会、勧告書を採択し、我が代表堂々退場す 四十二対一票、棄権一』と報じ、中外商業新報も2月中に『聯盟よさらば わが代表決然議場を去る』と報じるなど、従前から連盟脱退を支持していた新聞各紙は、松岡洋右に対して好意的な報道を行った。「英雄」として迎えられた帰国後のインタビューでは「私が平素申しております通り、桜の花も散り際が大切」、「いまこそ日本精神の発揚が必要」と答えている。
その後、ジュネーヴからの帰国途中に松岡はイタリアとイギリスを訪れ、ローマでは独裁体制を確立していたベニート・ムッソリーニ首相と会見している。ロンドンでは、満洲における日本の行動に抗議する英国市民から「日本は賊の国だ」と罵られた。
3月8日に日本政府は脱退を決定（同27日連盟に通告）した。

### 議員辞職
帰国した松岡は「言うべきことを言ってのけた」「国民の溜飲を下げさせた」初めての外交官として、国民には「ジュネーブの英雄」として、凱旋将軍のように大歓迎された。言論界でも、清沢洌など一部の識者を除けば、松岡の総会でのパフォーマンスを支持する声が大だった。もっとも本人は「日本の立場を理解させることが叶わなかったのだから自分は敗北者だ。国民に陳謝する」との意のコメントを出している。
帰国後は「国民精神作興、昭和維新」などを唱え、1933年（昭和8年）12月には政友会を離党、「政党解消連盟」を結成し議員を辞職した。それから1年間にわたって全国遊説を行い、政党解消連盟の会員は200万人を数えたという。このころからファシズム的な論調を展開し、「ローマ進軍ならぬ東京進軍を」などと唱えた。

### 満鉄総裁
1935年（昭和10年）7月31日に満鉄総裁就任の打診を受け、同年8月2日、対満事務局より満鉄の総裁の発令が出された。同年8月30日に新京の関東軍関係者を訪問。新聞記者に対して「今回の私の赴任は満鉄総裁としてよりも、関東軍顧問としての方に多くの抱負を持っている」と語った。その後、松岡は満鉄社内で大調査部構想を掲げ、調査部門の強化を図った。満洲国の成立後は国策として満洲移民が奨励され「開拓地」が広がったことや対ソ防衛上の見地から北部や東部に向かう路線が敷設された。北黒線や虎林線はその代表例である。満洲・朝鮮・日本の連絡強化も推進された。
満洲国成立後、本来の路線（社線）のほかに、満洲国が1935年にソ連から買収した北満鉄路を含む国線や北部朝鮮の一部の鉄道の運営と新線建設を受託し、営業キロ数を格段と伸ばしていった。これに対応するため満鉄は、1936年10月1日、鉄路総局・鉄路建設局、そして満鉄の鉄道部を全て統合し、奉天に「鉄道総局」を設置した。これは実質的な経営統合であり、満洲内の鉄道を統括する大事業者として君臨することを意味していた。
松岡は1939年10月は小辻節三を顧問として招聘した。かつてはファシズム的な論調を展開し、親ナチスと思われていた松岡に対して小辻が見解を尋ねたところ、「私は（ナチ党の）反共の協定は支持するが反ユダヤ主義には賛成しない。この2つは全く異なる。この点を日本は明確にしなければいけない」と答えている。松岡は1940年7月に外務大臣に就任するために、総裁を退職した。

### 外務大臣就任
1940年（昭和15年）、近衛文麿が大命降下を受け、外務大臣として松岡を指名した。松岡は軍部に人気があり、また彼の強い性格が軍部を押さえるであろうという近衛の目算があった。
外相就任が内定した松岡は「私が外相を引き受ける以上、軍人などに外交に口出しはさせません」と大見得を切った。内閣成立直前の7月19日、近衛が松岡、陸海軍大臣予定者の東條英機陸軍中将、吉田善吾海軍中将を別宅荻外荘に招いて行ったいわゆる「荻窪会談」で、松岡は外交における自らのリーダーシップの確保を強く要求、近衛や東條・吉田も了承した。ところが翌日に東條が持ち込んだ「協議事項」の大部分は外交案件であり、軍部の外交介入は以降も続くことが明白であった。7月22日に成立した第2次近衛内閣で松岡は外相に就任した。
20年近く遠ざかっていた外務省にトップとして復帰した松岡はまず、官僚主導の外交を排除するとして、赴任したばかりの重光葵（駐イギリス特命全権大使）以外の主要な在外外交官40数名を更迭、代議士や軍人など各界の要人を新任大使に任命、また「革新派外交官」として知られていた白鳥敏夫を外務省顧問に任命した（「松岡人事」）。更に有力な外交官たちには辞表を出させて外務省から退職させようとするが、駐ソ連大使を更迭された東郷茂徳らは辞表提出を拒否して抵抗した。また松岡は以前から外交官批判を繰り広げており、就任直後には公の場で外交官を罵倒した。
当時の大きな外交問題は、泥沼となっていた日中戦争、険悪となっていた日米関係、そして陸軍が主張していたドイツ・イタリアとの三国同盟案であった。松岡は太平洋を挟んだ二大国が固く手を握って、世界の平和を確立すべきと唱えていた。また、対等な力を持たなければ米国と交渉はできないと考えていた。
松岡は就任後、早速香港工作とよばれる重慶国民党政府と汪兆銘政権の合体工作を行った。しかしこの政策は汪兆銘政権を支援していた陸軍の猛反発にあい、工作は打ち切られた。日本が汪兆銘政権を正当な中国政府として承認したのは、松岡の外務大臣在任時である。松岡は「外交がむづかしいことを今更知ったわけではないが、外交一文化の四巨頭会談の了解事項が踏みにじられたのは残念だ。満州国だけを確保して、中国からは全面的に撤退するのが一番良いかと思うが、それは少なくとも当分実行不可能である」と嘆いた。

### 四国同盟構想とその失敗

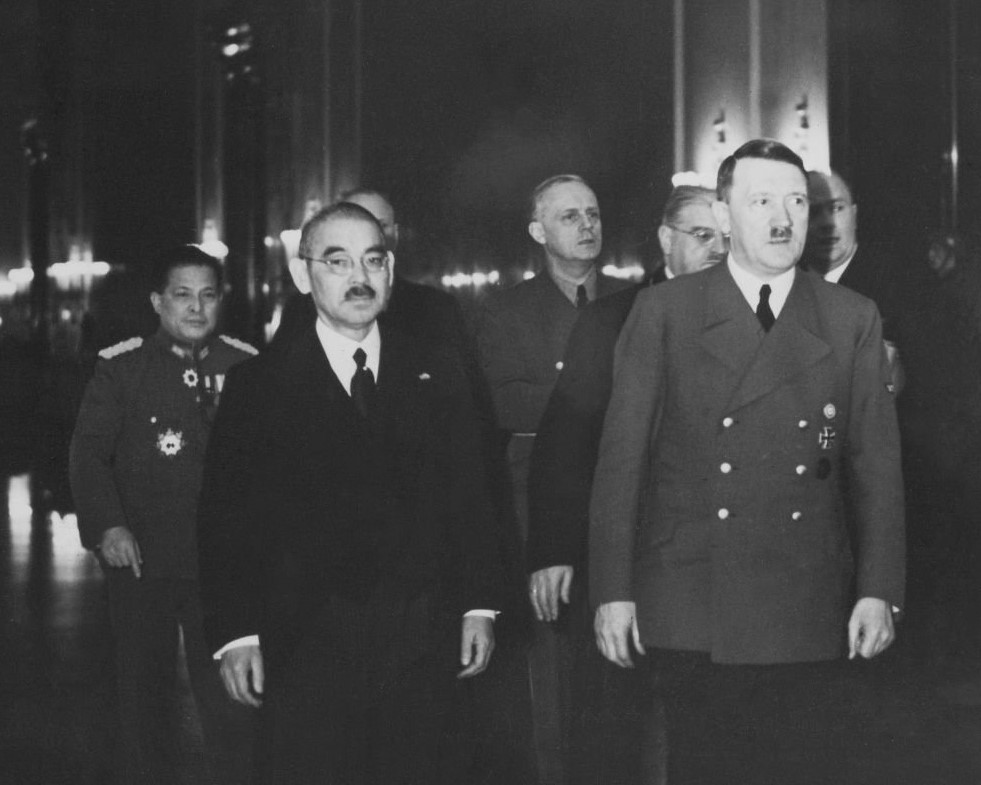
ドイツ総統官邸でヒトラーとの会談に臨む松岡（1941年3月）

松岡は世界を、それぞれ「指導国家」が指導する4つのブロック構造（西欧、東亜、アメリカ、ロシア）に分けるべきと考えており、日本・中国・満洲国を中核とする東亜ブロック、つまり大東亜共栄圏（この語句自体、松岡がラジオ談話で使ったのが公人の言としては初出）の完成を目指すことを唱えていた。松岡は世界各国がブロックごとに分けられることでナショナリズムを超越し、やがて世界国家に至ると考えていた。この説は満鉄時代からの彼の持論であり、内外の研究者に協力を仰いで研究を進めていた。松岡はこの構想を実現させるためには、各ブロックを形成する他の指導国家と協調する必要があると考えていた。
松岡は外相就任当時、「独逸人ほど信用のできない人種はない」と語っており、ドイツに対して好感を持っていたわけではなかった。しかし就任当初から日本・ドイツ・イタリアによる三国同盟を唱える陸軍の使者が松岡の元を訪れ、三国同盟を推進するよう働きかけていた。軍務局長・武藤章もその一人であり、もし承諾せねば内閣をつぶすまでだと意気込んで松岡の元を訪れた。対談後、武藤は松岡も三国同盟に賛成であるかのように認識していたが、松岡自身は武藤を丸め込んだと考えていた。しかし松岡は自分の議論に酔う悪癖があり、度重なる陸軍の接客と「議論」を行う中で、次第に三国同盟に傾斜していった。
当時ヨーロッパはドイツの軍事力に席巻されており、松岡は遠からず西欧ブロックがドイツの指導の下形成されるであろうと考え、1940年(昭和15年)の8月頃から三国同盟案を検討するようになった。一方で当時中国問題を巡って日米・日英関係が悪化していたことも影響した。ドイツはたびたび日中和平の仲介を行うよう松岡に働きかけ、ドイツに対する松岡の心証は改善されていった。陸軍からの三国同盟推進の動きが活発となる中で、小幡酉吉・松平恒雄・吉田茂といったOB達をふくむ外務省の一部は日独提携に強く反発していた。しかし松岡の方針はなかなか定まらず、推進派の白鳥敏夫は「松岡の三国条約に対する態度はちっともはっきりしない」といらだちをみせ、辞職をちらつかせて松岡の決断を迫った。松岡はこの時期暴漢に襲われることもあり、外務省顧問を務めていた斎藤良衛は陸軍や右翼の指示によるものであったと考えている。
一方で松岡は、伊藤博文の影響もあって昔から親ロシアを唱えており、伊藤門下の親露派の首領を自ら任じていた。松岡はロシアブロックの指導国家ソビエト連邦にパキスタン・インドへの進出を認めることで、その東進を防げると考えていた。松岡は「軍部の主張する三国同盟に乗ったと見せかけ、ドイツが日ソの仲介を買って出れば、軍部の反対を抑えたまま日ソ関係を構築できる」とし、「ドイツを通じてソ連と手を結ぶには、今を置いては好機はない」と語っている。
8月13日、松岡はドイツの使者ハインリヒ・ゲオルク・スターマーと会談し、三国同盟への交渉を本格的に開始した。ドイツの外相ヨアヒム・フォン・リッベントロップもまたソ連を加えた日独伊ソ四カ国同盟を構想しており、スターマーに託されたリッベントロップのメモでは日ソ関係の仲介が提案されていた。自らの構想と同様の提案に、松岡はドイツ側に好感を抱いた。また松岡は日独の提携はアメリカに脅威を与え、西欧や東亜への介入を防ぐことができると考えるようになった。また条約締結後にアメリカの世論は沸騰するだろうが、日本の真意がわかればアメリカ人の心証は一転するであろうと極めて楽観的であった。以降、一刻も早く同盟を成立させるよう促したドイツや陸軍の運動もあり、松岡は三国同盟成立に邁進することとなった。松岡は極端な秘密主義をとり、交渉は松岡の私邸で行われた。しかも出入りに用心させたため、新聞記者やアメリカ大使館関係者ですら同盟交渉に気づかなかった。
日独伊三国軍事同盟は1940年（昭和15年）9月27日に成立した。しかし、その後の独ソ関係は急速に悪化し、その情報が日本にも伝えられ、四国連合はおろか、日ソ関係の改善の橋渡しをドイツに期待することもむずかしくなってしまった。これはソビエトが四国連合参加の条件として、多数の領土要求をドイツに出してドイツの怒りを買ったためである。
この状況の急変に直面し、松岡は自ら赴いて外交的駆け引きをすることを決意し、1941年（昭和16年）3月、同盟成立慶祝を名目として独伊を歴訪、ヒトラーとムッソリーニの両首脳と首脳会談を行い大歓迎を受け、両国との親睦を深めた。この際、ドイツから、対イギリスへの軍事的圧力の確約を迫られるが、「私は日本の指導者ではないので確約はできない。帰国後貴国の希望を討議する」と巧みにかわしている。4月2日にはバチカンでローマ教皇ピウス12世とマリオーネ国務長官と相次いで面会する。松岡は会談の中で「極めて内密な私的見解」とした上で、米国の第二次世界大戦参戦を回避する為にバチカンによるルーズベルト大統領の説得を要請し、三国同盟締結は米国参戦の阻止が唯一の目的であることを主張する。これに対してマリオーネは「教皇庁は平和のためにできることはすべて行う」と返答している。往路と帰路の2度モスクワに立ち寄り、帰路の4月13日には日ソ中立条約を電撃的に調印、日本が単独でソビエトとの相互不可侵を確約する外交的成果をあげた。シベリア鉄道で帰京する際には、きわめて異例なことに首相ヨシフ・スターリン自らが駅頭で見送り、抱擁しあうという場面があった。この時が松岡外交の全盛期であり、首相の座も狙っていたと言われている。日ソ中立条約締結前、イギリスのチャーチルは松岡宛に「ヒトラー（ドイツ）は近いうちに必ずソ連と戦争状態へ突入する」とMI6から仕入れた情報を手紙として送ったが松岡はこれを無視し日ソ中立条約を締結したとされる。これは後年、極東国際軍事裁判の公判でイギリス側の証拠としてこの手紙が提示され明らかにされた。

### 日米交渉
一方、松岡のこの外遊中、外相の松岡を抜きにした形で日米交渉に進展が見られていた。駐アメリカ大使・野村吉三郎とアメリカ合衆国国務長官コーデル・ハルの会談で合意された「日米諒解案」（日本には4月18日に伝達）がそれである。同案には、日本軍の中国大陸からの段階的な撤兵と引き換えに、「アメリカ側の満洲国の事実上の承認」や、「日本の南方における平和的資源確保にアメリカが協力すること」が盛り込まれている一方で、「三国同盟の事実上の死文化」は含まれていなかった。
この諒解案は日米の民間人が共同で作成し、野村・ハル会談で「交渉の前提」として合意されたものであったが、これを「アメリカ側の公式提案」と誤解した日本では、諸手を挙げて交渉開始に賛成の状況であった。ところが4月22日に意気揚々と帰国した松岡はこの案に猛反対し、静養と称して閣議をしばらく欠席するという行動に出る。松岡は自分が外交を主導することを条件に外相を受けており、交渉が自分の不在の間に頭越しで進められていたことを自尊心が許さなかったのである。松岡は「野村提案（日米諒解案に基づく日米交渉）ハ話ガ違フ」と不快感をあらわにしている。松岡が諒解案に反対したのは、諒解案が本当にアメリカの提案であるか疑っていたためで、確認のため野村に英文の原文を送付することを求めている。しかし諒解案はアメリカの提案ではなく、野村は前文しか送ることができなかった。5月3日にはアメリカに日米中立条約の申し入れをしている。松岡はこの間に修正案を仕上げ、5月8日の大本営政府連絡懇談会にこれを提出した。松岡はアメリカが参戦すれば世界文明は破壊され戦争は長期戦になると言い、アメリカを参戦させないことが必要であると唱えた。陸軍参謀総長・杉山元は「外相独舞台ノ感アリ」と述懐している。その後の会議でも松岡は「例ニ依ツテ外相ノ独舞台ナルガ如シ」と呼ばれる有様であり、軍部からも批判的に見られるようになった。
この際の松岡修正案は陸軍に配慮し、満洲国の承認と、防共のための駐兵が条件に組み込まれているものであり、アメリカ側の対応はしばらく時間がかかった。松岡はさらに提案を修正し、回答を待っている状態で提案の修正を行うべきではないという野村の建言を却下して手交させた。近衛や東條は松岡がアメリカに言いがかりをつけ、交渉決裂を期待していたと批判しているが、顧問を務めていた斎藤良衛は松岡は一度もアメリカと戦うべきだと言ったことはないと反論している。6月22日にハルは松岡修正案への回答を行っているが、この回答に松岡は反発し、受け入れなかった。6月21日のアメリカ提案は、諒解案にあった満洲国承認が消え、汪兆銘政府の否認、アメリカは欧州での参戦を否定しない、日米は太平洋において領土的企画を持たない（南進の否定）など、日本にとって非常に厳しい条件となっている。
6月22日に開戦した独ソ戦によって、松岡のユーラシア枢軸構想自体・四国連合案は、その基盤から瓦解する。独ソ開戦については、ドイツ訪問時にリッベントロップから独ソ関係は今後どうなるか分からず、独ソ衝突などありえないなどと日本政府には伝えないようにと言われ、ヒトラーも独ソ国境に150個師団を展開したことを明かすなど、それとなくドイツ側が独ソ戦について匂わす発言をしたのにもかかわらず、松岡はこれらのことを閣議で報告しなかったばかりか、独ソ開戦について否定する発言を繰り返していた。松岡が独ソ開戦が間近なことを認識していてなぜ日ソ中立条約を締結したかについてはさまざまな説がある。なお、ソ連のスターリンも、独ソ戦情報が信じられず開戦後に大きな損害を被っている。松岡とスターリンは、ドイツの戦争準備を揃ってブラフと判断していた可能性はある。
独ソ開戦とともに三国同盟の目的が有名無実になったとして日独伊三国同盟の即時破棄を主張する閣僚（鈴木貞一、平沼騏一郎ら）もいたが、松岡は締結したばかりの日ソ中立条約を破棄して対ソ宣戦し、ソビエトをドイツとともに挟撃することを閣内で主張し、南部仏印進駐に関しては閣内で強硬に反対、いわゆる北進論を主張する。しかし政府首脳や世論は北進論に関しては全体的に消極的で、独ソ戦によってソビエトの脅威が消滅したことにより、南方に戦力を集中して進出すべきとする南進論が優勢になった。この頃の松岡はそのあまりの独断専行ぶりから、かつては協力関係にあった陸軍とも対立するようになっており、また閣内でも平沼騏一郎ら反ドイツ的見解の閣僚と対立、孤立を深めていた。また日米交渉が継続不可能であるという見解を示すようになった。ついには昭和天皇までもが松岡の解任を主張するようになり、近衛文麿首相は松岡に外相辞任を迫るが拒否。近衛は7月16日に内閣総辞職し、松岡を外した上で第3次近衛内閣を発足させた。この事実上の松岡更迭によって南部仏印進駐は実行されることとなり、アメリカ・イギリスとの対立はよりいっそう深まっていくことになる。
松岡は常々からイギリスとの戦争は避け得ないと考えていたが、アメリカとの戦争は望んでいなかった。彼は「英米一体論」を強く批判し、イギリスと戦争中であるドイツと結んでも、アメリカとは戦争になるはずがないと考えていた。

### 外相離任後
1941年（昭和16年）12月8日、日米開戦のニュースを聞いて「こんなことになってしまって、三国同盟は僕一生の不覚であった」、「死んでも死にきれない。陛下に対し奉り、大和民族八千万同胞に対し、何ともお詫びの仕様がない」と無念の思いを周囲に漏らし号泣したという。
しかし、開戦二日目に徳富蘇峰に送った書簡には、緒戦の勝利に興奮し、多大な戦果に「欣喜雀躍」と喜んでいる。また同じ書簡で松岡は、開戦に至った理由として、アメリカ人をよく理解出来なかった日本政府の外交上の失敗であることを指摘し、アメリカをよく知っている自分の外交が、第二次近衛内閣に理解されず、失脚したことへの無念さを訴えている。その一方で開戦したからにはその外交の失敗を反省し、日英米の国交処理をいつかはしなければならない、と蘇峰に書き送っている。
その後、結核に罹患した松岡は、以前とは別人のように痩せ細った。1945年（昭和20年）、旧友であり終戦工作に奔走していた吉田茂から和平交渉のためモスクワを訪れるよう相談される。松岡も乗り気ではあったが、ソ連が拒否したため幻に終わった。

### 宮城事件
伝記刊行会の松岡の正伝は、終戦時に陸軍の徹底抗戦派が起こした宮城事件が、もともとは松岡洋右を首班とする抗戦内閣擁立を目指すクーデター計画だったことを認めている。関係者たちに聞き取りをしたアメリカの日本研究者デービッド・J・ルーも、その松岡の伝記で松岡内閣擁立構想について書いている。このことは元参謀総長閑院宮載仁元帥が1945年5月20日に没して、皇族陸軍軍人の最有力者となった軍事参議官東久邇宮稔彦大将（4月まで防衛総司令官）の未公刊日記「東久邇宮日誌」（防衛省防衛研究所戦史研究センター史料室所蔵）で裏書きできる。
雑誌『公論』1945年6月号にインタビュー記事「松岡先生再訪記」が掲載された。その中で松岡洋右は、「世界史を見給へ、殊に欧洲の歴史を見給へ、大きな戦争では却つて小さい方が勝つてるぜ」、「日本は勝つ、必ず勝つ、要は国民が必勝不敗の信念をもつて頑張ることだ。また敗れたらどうなると思ふ。米は必ず国体絶滅を以て臨んで来るのだぜ」、「日本人としては絶対に妥協の道のない戦ひなんだ」、「米国としては未曾有の総動員の如き無理は、ルース〔原文ママ〕ヴェルトでさへも相当以上の無理を押し切つたのである〔。〕それをツ〔原文ママ〕ルーマン如き二流三流の政治家が、米国の憲法上やむなくルースヴェルトの後を襲つて大統領になつたからといつて、何時までも纏め率ひて行くといふことが出来るものとは考へられない」、「万一沖縄が終に支へ切れず、大陸にも、朝鮮半島にも、日本本土にも続々と米兵が上陸したとしても、国民の覚悟次第では日本は十年でも平気で頑張り抜くことが出来るのだ」、「敗けたら、繰り返し言ふやうに、妥協の道のない戦争だから、日本国民一億　〔原文1字アキ〕天皇を奉じて切り死にするのみだ」と語っている（16～17頁）。
これを読んだとみられる海相米内光政大将は5月22日、

松岡ノ意見トイフノヲ読ンダガ、誇大妄想ノ様ナ気ガスル。彼ノ男ハ、日蘇問題ハ頗ル難問題ダガ、コチラカラ彼是持出スノハ不得策デ、寧ロ黙ツトレト云フ説デ、多少筋ガ合ハヌ。ドウセ黙ツトレバ、蘇ハ独自ノ方寸デ着々ト進ンデ手ヲ打ツテ来ルノダカラ、待ツテ居ルヨリ積極的ニ出タ方ガ良イト思フ。松岡ハコノ問題ノ処理ハ自分以外ニナイト堅ク信ジテ居ル様ダ。アノ人ハ思ヒ付キノ良イトコロモアルガ、間違ツタ方向ニ遮二無二突進スル。
日独同盟ノトキモ独乙ト手ヲ握レバ米ハ引込ムトイフノガ、松岡ノ堅イ信念ダツタ。客観的ニモノヲ判断シナイデ、自分ノ主観ヲ絶体ニ正シイト盲進スルカラ危険ダ。

と高木惣吉少将にコメントした。
伊豆の古奈温泉で結核の療養生活をしていた松岡は、ポツダム会談が行われていた7月下旬に上京し、政府・軍の上層部と面会した。『木戸幸一日記』（東京大学出版会、1966年）によれば7月24日「十時、松岡洋右氏来室。戦争の見透殊に和平云々等につき意見を開陳せらる」（1219頁）。未公刊の「東久邇宮日誌」1945年7月27日条には、「午后一時頃、元外務大臣、松岡洋右、来る面会／松岡は現国難突破に対する私見をのべて、三時少し前辞去」とあるだけだが、戦後に公刊された『東久邇日記　日本激動期の秘録』（徳間書店、1968年）同日条には、「松岡は若くして米国に渡り、苦学したので、多くの米国人と接したから、米国人の気持をよく知っている。一般的に米国人は傲慢で東洋人を軽視している。だから、米国を相手に交渉する場合、日本が少しでも下手に出たり、弱気を示したならば、米国はバカにして圧倒的態度に出るから、交渉は失敗してしまう。〔中略〕米国人に対してはどこまでも強気に出て決して弱気を見せてはいけない。今日、戦局が最後の段階まで来ており、もし近く米国と終戦の交渉をやる場合が起ったとしても、わが国はどこまでも強気でやらなければだめだ。最後のへそくりまでなくなった場合でも弱気を示してはならない」と言ったと書かれている（193頁）。松岡は陸相阿南惟幾大将とも会った。
ソ連参戦と長崎への原爆投下の後、8月10日未明に御前会議で昭和天皇の聖断でポツダム宣言受諾が決定すると、第一総軍参謀竹田宮恒徳中佐（竹田恒泰の祖父）は12時頃、東久邇宮大将を訪ね、「竹田宮は昨夜の御前会議に於て御直〔勅〕裁に依り、米英蒋のポツダム宣言の和平條項を承諾せる事に就き大に憤慨せられ、大に反対論をのべられたり」（「東久邇宮日誌」）。竹田宮は7月5日付で関東軍参謀から異動となり、単身で本土に戻っていた。そして同10日、陸軍省軍務局軍務課長荒尾興功大佐が、伊豆の松岡に使者を送り、阿南陸相が松岡に会いたいと伝えた。松岡は翌11日に古奈を出発し夕方（午後4時30分説と50分説）東京駅に着いた。駅には運輸相小日山直登（和平派。満鉄生え抜きで初の総裁）と内相安倍源基（抗戦派。山口県出身）という松岡に近い閣僚2人が出迎えた。その後、夜8時頃、松岡が千駄ヶ谷の私宅（焼け残りの土蔵）で待機していると、陸軍省からの迎えの車で三鷹市にある阿南の私邸へ運ばれた。
阿南と松岡は約1時間、奥座敷で2人だけで密談した。その内容は現在も分かっていない。
松岡は12日、自分の外相時に外務次官だった大橋忠一と大阪鉄道局長佐藤栄作（妻寛子が松岡の姪）に上京するよう使者を送った。大橋は外相候補、佐藤は内閣書記官長候補だった。しかし敗戦直前の日本の交通は混乱状態で、大橋のところに使者が到着したのは14日となり、翌日、大垣駅へ向かう途中で終戦詔書の放送を聞いた。また佐藤は高熱病のため兵庫県の田舎の友人宅で療養中だったため、松岡の使者は戦争終結以前に着かなかった。
連合国側からバーンズ回答が打電されると、竹田宮は再び東久邇宮邸を訪れた。12日「十一時四十分頃竹田宮、来らる面会／ラヂオにて傍受せし、米英ソ蒋の回答案を持ち来り大に憤慨して時局を論じ午後十二時半頃辞去」した（「東久邇宮日誌」）。
松岡は、その翌13日早朝に東久邇宮を訪ねて次のように説得した。

4時半少し前、元外務大臣、松岡洋右、来る、面会、松岡は次の意見をのべたり
我政府が米英蒋との和平交渉に就きソ聯に仲介をたのみし故、ソ聯は我国力の最後段階に入りし事を知り、満ソ国境より出撃し来りしなり、この我外交は最悪のものなり
我国が米英蒋の対日和平のポツダム宣言を受諾せんとするが如きは、我国を亡ぼすものにして絶対に不可なり
鈴木総理は陛下の御安泰のみを考え、無条件降伏後に於ける国民の情況を考えざるが如し、我国歴代の天皇は自分の事を考えず、安危を国民と共にせられたり、故に鈴木総理の考は我天皇の御考えにあらず
現在我国を救ふ道は戦争を継続し死中活を求むるなり。
松岡は尚ほ種々時局を論じ十一時半頃辞去（「東久邇宮日誌」）

「死中活」は阿南の常用語だった。
一方、阿南陸相は航空総軍参謀三笠宮崇仁少佐を訪問して昭和天皇へ抗戦続行の斡旋を願ったが、かえって不心得を咎められた。阿南はさらに13日朝、内大臣木戸幸一に昭和天皇に翻意を願うよう働きかけたが、午後に荒尾課長らからクーデター計画の説明を受けた時、意中を明らかにし得なかった。そのため同日夜24時を期して発動を予定していたクーデター計画は自然延期となった。松岡はこの夜、「実は場合によっては、わしに、という話があるのだが……」と医者の往診を求め、「それはとても無理な話です……だが、それは先生が死ぬ気なら、おやりになったら如何です」と言われた。
14日朝、抗戦派将校らは午前10時を期してクーデター計画を発動すべく、阿南陸相に最後の決断を迫った。阿南陸相は参謀総長梅津美治郎大将不同意を理由に「とりやめ」を申し渡した。彼らが梅津総長に真意をただしたところ「必ずしも反対ではない」ことを言明したので、彼らは「兵力使用第二案」という新クーデター案作成に取りかかった。しかし時すでに遅く10時50分頃から御前会議が開かれ、阿南陸相の声涙くだる所信表明も容れられず、再度の聖断が下された。

### A級戦犯被告
1945年11月19日、連合国軍最高司令官総司令部は、日本政府に対し松岡ら11人を戦争犯罪人として逮捕し、巣鴨刑務所に拘禁するよう命令。松岡による三国同盟の主導、対ソビエト戦争の主張などから死刑判決は免れないとの予想の中、痩せ衰えながらも周囲に「俺もいよいよ男になった」と力強く語り、巣鴨刑務所に向かった。しかし、結核悪化のため極東国際軍事裁判公判に出廷したのは1度だけだった。その際の罪状認否では、英語で主張している。
1946年（昭和21年）6月27日、駐留アメリカ軍病院から転院を許された東大病院で死去。66歳没。公判中の死亡であったため、天皇より祭粢料が下賜された。墓所は青山霊園。
辞世「悔いもなく　怨みもなくて　行く黄泉（よみじ）」

## 人物

### 饒舌さと議論
松岡は大変な話し好きであり、朝から晩まで喋っていたという細川護貞の回想がある。細川が近衛首相の使いで書類を持って松岡のところへ伺っても、その書類を出す機会がないほど喋り続けていて、仕方なしにまた書類を持って帰ったということもあったという。また、ドイツに行くシベリア鉄道の汽車の中でも、朝起きると話し始め、寝るまで話していたということである。話が途中でも、時間がくれば一時間なら一時間で話し相手となる随員が代わるようにしたが、相手が代わってもかまわずに、同じ話を続けていたという。
松岡の満鉄総裁時代に、関東軍参謀副長だった今村均は、満鉄の関係者から「うちの総裁の長談義は、あれは一種の病気です」と聞いて、松岡と会う時は仕事がストップしてしまうことを嘆いている。その今村は、あまりの話の長さに居眠りしてしまい、「今村君！それを君はどう思う」と問いかけられて、やっと目を覚ました。そのとき時計は松岡が話を始めてから2時間を経過していた。
姪の佐藤寛子は、幼少時に子供ながらに松岡から天下国家の話を聞かされ、寛子が居眠りしていても松岡は構わず話し続けたという。松岡の饒舌は、アメリカ留学時から愛好していたコカイン中毒による覚醒症状によるものとする説もある。
松岡自身は「僕は誰にも議論で負けたことがない。また誰の前でも気後れなどしたことがない」と語っており、例外は山本条太郎と山縣有朋ぐらいであったと述べている。同じような饒舌さで知られるヒトラーの通訳であったパウル＝オットー・シュミットは、「ヒトラーに数多くの訪問者があったが、ヒトラーに臆することなく真っ向から対談できたのはソ連外相モロトフと「東洋の使者マツオカ」の2人だけであった」と述べている。また日米交渉で対談したジョセフ・グルー大使は、国務省への報告電報において、対談で語っていたのは「90%松岡、10%が自分」であったと報告している。
また、松岡は自らの議論に酔ってそれに引きずられる傾向があり、他人の発想を自分のものであると主張することも彼の悪癖であった。ヒトラーとの会談でシンガポール攻撃を勧められると、むしろ攻撃は自分が考えていたことであると言いだし、ドイツ側に不要な言質を与えてしまった。
松岡の我の強さの実例
- 大本営陸軍部戦争指導班（第二十班）の参謀が記した「機密戦争日誌」1941年5月3日の項には「午後一時より待望の連絡懇談会開催　外相（※松岡）対米中立条約提案を先づ発言　全員不同意　外相執拗に主張し軽く打診（大使をして）せしむることに強引に押切りたるが如し」[68]
- 同日誌1941年5月8日の項「十一時より連絡懇談会開催…外相独舞台の感あり」[69]
- 同日誌1941年5月9日の項「石川海軍軍務課長松岡と会談せるが如し（十二日午後六時右情報入手）席上松岡の意見左の如し　了解案（※日米諒解案）は俺は大いにやる　但し俺の筋でなければやらぬ」[70]
- 同日誌1941年5月22日の項「連絡懇談会開催　例に依って外相の独舞台　外相云ふ対米妥協は三分の公算なり　シンガポール攻略すべしと　外相の云ふ事為す事常軌を逸しあるが如き感あり　海軍相手にせざる気運ありと　困ったものなり」[71]
- 同日誌1941年6月27日の項「午後一時より連絡懇談会続行　意見は逐次一致す　外相俄然即時対ソ参戦を強調す（※松岡自身が2カ月前にソ連に行きスターリンと会って日ソ中立条約を締結したばかり。また前月5月22日の項にあるようにシンガポールを攻略せよと主張したばかり）　独国との義理合の念外相に特に強し　海軍は右に絶対不同意　陸軍は其気持には同調するも即時参戦武力行使は遽かに同意せず　外相は即時武力行使を決意せよと云ふ　陸海軍案は然らず　好機来らば決意せんとするに在り」[72]
- 同日誌1941年6月28日の項「一、午後二時より連絡懇談会　独ソ開戦に伴ふ帝国国策要綱遂に正式決定す　ニ、陸海軍案通り決定す　外相即時参戦を強調す　海軍右に対し何等発言せず　総長已むを得ず不同意を表明し即時参戦の決意はなすに至らず」[73]

### アメリカで過ごして
数十年ぶりに米国の留学先を訪れた際、「余はかつて人生の発育期をこの地で過ごし、生涯忘れべからざる愛着の情を持つに至った」と発言している。
終戦を迎えたある日、松岡のもとに出入りしていた新聞記者が、アメリカ人はどういう人間か聞くと以下のように述べた。
| 「 | 野中に一本道があるとする。人一人、やっと通れる細い道だ。君がこっちから歩いて行くと、アメリカ人が向こうから歩いてくる。野原の真ん中で、君達は鉢合わせだ。こっちも退かない。むこうも退かない。そうやってしばらく、互いに睨み逢っているうちに、しびれを切らしたアメリカ人は、拳骨を固めてポカンときみの横っつらを殴ってくるよ。さあ、そのとき、ハッと思って頭を下げて横に退いて相手を通して見給え。この次からは、そんな道で出会えば、彼は必ずものもいわずに殴ってくる。それが一番効果的な解決手段だと思う訳だ。しかし、その一回目に、君がヘコタレないで、何くそッと相手を殴り返してやるのだ。するとアメリカ人はビックリして君を見直すんだ。コイツは、ちょっとやれる奴だ、という訳だな。そしてそれからは無二の親友になれるチャンスがでてくる。 | 」 |

## 逸話

### 満洲国と松岡
満洲事変以降よく使われたスローガンである「満蒙は日本の生命線」という標語は、1931年1月（満洲事変が始まるのはこの年9月）の第59回帝国議会で、野党政友会の議員であった松岡が、当時政権にあった濱口内閣の幣原喜重郎外務大臣による協調外交（幣原外交）を批判する演説で利用したのが最初。大ヒットして、龍角散のキャッチコピーに引用されたりもした。「咽喉は身体の生命線、咳や痰には龍角散」がそうである。
また、アメリカでの経験から貧困層の秀才をスパイに育て上げることを考え、アイヌ人の天才少年シクルシィ（和気市夫）を幼少時から援助した。飛び級を経て11歳でハルピン学院に入学したシクルシイには、英語以外にロシア語、ドイツ語、ユダヤ語、フランス語、イスパニア語、北京語、華南語、朝鮮語、ブリヤーク語、タガログ語を現地レベルで学ばせ、密偵として各国に派遣、情報を収集させた。

### ユダヤ人と松岡
満鉄総裁時代の1938年にオトポール事件ではユダヤ人難民救援用の列車を出動させるなど積極的に動いており、ユダヤ難民を後にヒグチ・ルートと呼ばれる満鉄の特別列車で上海まで特別列車を出して5000人以上を救っている。しかしこれでナチスの不興を買っているが無視している。
また、外務大臣時代の1940年（昭和15年）12月31日には、在日ユダヤ人の実業家らとの会合の中で、「人間ヒトラーとの提携が、ただちに日本で反ユダヤ政策を実施するということでは無い」と約束している。また、「これは私個人の見解では無く、日本の見解である」とまで述べており、反ユダヤ主義者ではなかった。

### 日米交渉の方針について
松岡と面会した竹本孫一（大政翼賛会副部長を経て情報局課長。のち民社党衆院議員）に、方針を2点語ったという。
「その時、松岡さんは、アメリカ人の気質は、皿洗いした自分がよく知っている。弱気で立ち向かっては駄目だ。あくまで強い決意で断固として交渉しなければいけない。なめられたら終わりである、ということが一点。もう一つは、我輩の外交の基礎は海軍である。この優秀な海軍をバックにしてのみ対米交渉はできる。しかし刀は抜いたら終わりだ、戦争になるかもしれぬという危機感の中で、強い日本海軍を温存しながら、対米交渉をするのだ。そうすれば必ずうまくまとまる、また、そうしなければならない、ということであった。」
また、竹本が松岡三雄（松岡洋右の甥）から聞いた話によれば、自身の訪米交渉も検討していた。
「（前略）恰も凱旋将軍のように国民的歓呼の中で帰国した松岡さんは、奥さんにも命令して旅行の荷物を解かないままに、そのままアメリカに直行する決意であったという。」

### ソ連訪問時の逸話
スターリンとの会談でも松岡はまったく饒舌であった。松岡はスターリンの前で「我々は同じアジア人である（スターリンはソビエトの中でもアジア地域にあたるジョージア（グルジア）の出身である）」「日本は元来、共産主義的民族であるが、アメリカ文化に侵されて資本主義的になってしまった」などと次から次へとお世辞を言い、スターリンの機嫌をよくしてから外交交渉の話に移ろうとした。最初、中立条約締結に消極的だったスターリンは喋りまくる松岡をじっと見つめて「君は約束を守りそうだな」と言い、中立条約締結を決断したという。
また、瀧澤一郎は、クレムリン宮殿で開催された日ソ中立条約成立の祝賀会の座上で松岡がウォッカに酔い、お世辞を込めて「私は共産主義者だ」と語ったとされる逸話を紹介している。スターリンは松岡のこうした饒舌をかなり好んだようで、既述のように、松岡の帰国の際は、異例中の異例ともいえる駅での見送り、抱擁をしている。

### 吉田茂との交流
松岡は吉田茂の2年先輩の外交官であり、友人関係があった。互いの骨董品について、冷やかしや皮肉を言いあうこともあったという。戦後、松岡が結核で衰弱しているという話を聞いた際、吉田は少ない物資の中からミルクを送ったとされる。

## 評価

### 昭和天皇からの評価
定説では昭和天皇は松岡を徹底して嫌っていたとされる。『昭和天皇独白録』にも「松岡は帰国してからは別人の様に非常なドイツびいきになった。恐らくはヒットラーに買収でもされたのではないかと思われる」、「一体松岡のやる事は不可解の事が多いが彼の性格を呑み込めば了解がつく。彼は他人の立てた計畫には常に反対する、また条約などは破棄しても別段苦にしない、特別な性格を持っている」、「5月、松岡はソ連との中立条約を破ること（イルクーツクまで兵を進めよ）を私の処にいってきた。こんな大臣は困るから私は近衛に松岡を罷めさせるようにいった」というような非常に厳しい言葉を残している。
なお、1978年（昭和53年）に靖国神社がA級戦犯らを合祀した際、昭和天皇の意を汲んだ宮内庁が、「軍人でもなく、死刑にもならなかった人を合祀するのはおかしい」と、同じく文官の白鳥敏夫と並んで、松岡の合祀に強く抗議したというエピソードもある（詳細は富田メモを参照）。
一方で、『昭和天皇実録』には「独白録」に記載されていた昭和天皇による松岡批判の記述が姿を消した。代わりに松岡の死後に天皇から祭粢料を下賜したとの記述や、松岡が日独伊ソの所謂「四国同盟」構想をまとめるためドイツ・イタリアを訪問する旨奏上し、昭和天皇がそれを聴許したとする記述や独伊及びソビエト訪問を終えた松岡の帰国を案ずる様子など、従来の定説とは違う昭和天皇と松岡の関係が残されている。

### シンガポール攻略論について
松岡は一時期、陸海軍側に対し、シンガポール攻略を主張した。対英戦争の危険性を認識し慎重だった陸海軍側は苦慮を続けた。本心からか、それとも議論の場で優位に立つ目的だったかは不明とされる。

### 北進論について
松岡の北進論は相当な不評であった。松岡が大本営政府連絡会議で北進論を語った際、当時の陸軍大臣で南進論者の東条英機は、松岡は気が狂ったのではないかと思ったという。また、松岡が昭和天皇に単独拝啓して北進論を上奏した際には、天皇は「松岡のやり方では果たして統帥部と政府と一致するかどうか。国力から考えて妥当であるかどうか。」と懸念した。
一方で岸信介は、日本とドイツで挟撃すればソ連を倒せた可能性が高かったこと、反共を掲げるアメリカが戦争目的を失ったかもしれなかったこと、ソ連との戦争により中国南部や仏印の軍を撤退させて満洲国境に移さざるを得なくなることから、松岡の北進論を相応に評価していた。しかし、「歴史には、もしもはないからな。松岡の叔父の提案は国を救ったかもしれないが、あの性格だからなぁ、長州の血だ。」と語っており、実現の見込みはなかったとみていた。

### その他の評価
近衛文麿の評価
加瀬俊一の「重光は刀、東郷は槍、松岡は鉄砲」との三人の外交官評に「面白い比喩だが松岡は無鉄砲だよ」と返している。
支援者の評価
松岡の支援者であった山本条太郎は、「三つに一つは人の及ばぬことを考える」と松岡を高く評価していたが、一方であまりにも自信過剰であったと指摘している。また山本は「才がはじけすぎて行き過ぎるのがいけない」とも指摘している。
小説家の評価
山田風太郎は自著の中で、「松岡は相手の手を全然見ずに、己の手ばかりを見ている麻雀打ちであった。彼はヤクマンを志してヤクマンに振り込んだ」と寸評している。
軍人の評価
米内光政は、「物事を客観的に判断しないで、自分の主観を絶対に正しいと妄信するから危険である」と評価している。
大本営陸軍部戦争指導班（第二十班）の参謀が記した「機密戦争日誌」1941年3月8日の項には「松岡の『天才』か『キ印』かの性格に鑑み…」とある。
外国の政治家の評価
ホセ・アントニオ・アギーレ（バスク自治政府初代大統領）はスペインからの逃避行中、1941年3月27日にベルリンでヒトラーとリッペンドロップとの会談に臨んだ松岡と大島浩とを目撃し、「小さくて醜い日本人と、それを取り巻く百戦錬磨のドイツ人とのコントラストは非常に目を引き、生物学的にドイツ人の優位を言い立てている証拠を、同じバルコニーに並んだ日本人を生け贄に、証明しているように見えた」と評している。

## 栄典
位階
- 1904年（明治37年）12月23日 - 従七位[87]
- 1907年（明治40年）2月1日 - 正七位[87]
- 1910年（明治43年）3月2日 - 従六位[87]
- 1913年（大正2年）2月20日 - 正六位[87]
- 1917年（大正6年）1月31日 - 従五位[87]
- 1920年（大正9年）5月31日 - 正五位[87]
- 1921年（大正10年）7月11日 - 従四位[87]
- 1926年（大正15年）8月1日 - 従三位[87]

勲章等
- 1906年（明治39年）4月1日 - 勲六等単光旭日章[87]
- 1912年
  - （明治45年）6月27日 - 勲五等瑞宝章[87]
  - （大正元年）8月1日 - 韓国併合記念章[87]
- 1916年（大正5年）4月1日 - 双光旭日章[87]
- 1918年（大正7年）6月29日 - 勲四等瑞宝章[87]
- 1920年（大正9年）9月7日 - 勲三等旭日中綬章[87][88]
- 1935年（昭和10年）12月23日 - 勲一等瑞宝章[87]
- 1940年（昭和15年）
  - 4月29日 - 旭日大綬章[87]
  - 8月15日 - 紀元二千六百年祝典記念章[89]

外国勲章佩用允許
- 1909年（明治42年）7月8日 - 大清帝国：三等第一双竜宝星[87][90]
- 1916年（大正5年）12月23日 - ロシア帝国：神聖スタニスラフ第二等勲章[87]
- 1924年（大正13年）7月3日 - フランス共和国：カンボジア勲章グランオフィシエ[91]
- 1940年（昭和15年）
  - 12月25日 - ドイツ国：ドイツ鷲勲章大十字章[92]
  - 12月25日 - イタリア王国：聖マウリッツィオ・ラザロ大十字騎士勲章グランコルドーネ[92]

- 1941年（昭和16年）7月21日 - タイ王国：白象第一等勲章[87]
- 1943年（昭和18年）8月11日 - 中華民国政府：特級同光勲章[93]

## 家族・親族
- 妻：龍（工学博士進経太長女）[94]
  - 龍の叔母・みつは西洋史学者の箕作元八に嫁いだ[注 4]。
- 長男：松岡謙一郎（実業家・元日本教育テレビ副社長） - 山口淑子の恋人[96]
- 長女：周子（愛知県、元宮内庁長官田島道治の長男田島譲治に嫁する）
- 三男：松岡震三 - 1945年に学徒出陣で関東軍配属、満洲で終戦となり、進駐ソ連軍の捕虜としてシベリア抑留、ソ連国内の収容所を転々とした[97]。華頂博信の娘・治子を妻とし、住友金属工業ニューヨーク事務所所長などを経て専務となり、2010年に87歳で没[98][99]。
- 四男：松岡志郎 - 東レ・デュポン常務を経て、父の別荘の松岡陶磁器館の館長を務め、2019年に93歳で没。
- 甥：松岡三雄（政治家・元山口県光市長）
  - 三雄の長男は光市長、のち衆参両議員（自民党、日本新党、無所属の会、民主党）を務めた松岡満寿男。
- 姪：佐藤寛子（佐藤栄作夫人）
  - 岸信介・佐藤栄作兄弟の叔父にあたる佐藤松介に嫁いだ妹・藤枝の長女。栄作は寛子を娶って婿養子に入っている。栄作・寛子の次男は通産大臣を務めた佐藤信二（詳細は佐藤栄作や岸信介を参照）。

### 系図
|        |        |        |        |        |        |  |  |                     |                     |                     |                     |                     |                     |  |  |          |          |          |          |          |          |  |  | 松岡謙一郎 |          |          |          |          |          |  |  |            |            |            |            |            |            |  |  |          |          |          |          |          |          |
|        |        |        |        |        |        |  |  |                     |                     |                     |                     |                     |                     |  |  |          |          |          |          |          |          |  |  |            |          |          |          |          |          |  |  |            |            |            |            |            |            |  |  |          |          |          |          |          |          |
|        |        |        |        |        |        |  |  |                     |                     |                     |                     |                     |                     |  |  | 田島道治 | 田島道治 | 田島道治 | 田島道治 | 田島道治 | 田島道治 |  |  | 田島譲治   | 田島譲治 | 田島譲治 | 田島譲治 | 田島譲治 | 田島譲治 |  |  |            |            |            |            |            |            |  |  |          |          |          |          |          |          |
|        |        |        |        |        |        |  |  |                     |                     |                     |                     |                     |                     |  |  | 田島道治 | 田島道治 | 田島道治 | 田島道治 | 田島道治 | 田島道治 |  |  | 田島譲治   | 田島譲治 | 田島譲治 | 田島譲治 | 田島譲治 | 田島譲治 |  |  |            |            |            |            |            |            |  |  |          |          |          |          |          |          |
|        |        |        |        |        |        |  |  |                     |                     |                     |                     |                     |                     |  |  |          |          |          |          |          |          |  |  |            |          |          |          |          |          |  |  |            |            |            |            |            |            |  |  |          |          |          |          |          |          |
|        |        |        |        |        |        |  |  | よし (得能通昌妻)   | よし (得能通昌妻)   | よし (得能通昌妻)   | よし (得能通昌妻)   | よし (得能通昌妻)   | よし (得能通昌妻)   |  |  | 華頂博信 | 華頂博信 | 華頂博信 | 華頂博信 | 華頂博信 | 華頂博信 |  |  | 周子       | 周子     | 周子     | 周子     | 周子     | 周子     |  |  |            |            |            |            |            |            |  |  |          |          |          |          |          |          |
|        |        |        |        |        |        |  |  | よし (得能通昌妻)   | よし (得能通昌妻)   | よし (得能通昌妻)   | よし (得能通昌妻)   | よし (得能通昌妻)   | よし (得能通昌妻)   |  |  | 華頂博信 | 華頂博信 | 華頂博信 | 華頂博信 | 華頂博信 | 華頂博信 |  |  | 周子       | 周子     | 周子     | 周子     | 周子     | 周子     |  |  |            |            |            |            |            |            |  |  |          |          |          |          |          |          |
|        |        |        |        |        |        |  |  | みつ (箕作元八妻)   | みつ (箕作元八妻)   | みつ (箕作元八妻)   | みつ (箕作元八妻)   | みつ (箕作元八妻)   | みつ (箕作元八妻)   |  |  |          |          |          |          |          |          |  |  | 治子       | 治子     | 治子     | 治子     | 治子     | 治子     |  |  |            |            |            |            |            |            |  |  |          |          |          |          |          |          |
|        |        |        |        |        |        |  |  | みつ (箕作元八妻)   | みつ (箕作元八妻)   | みつ (箕作元八妻)   | みつ (箕作元八妻)   | みつ (箕作元八妻)   | みつ (箕作元八妻)   |  |  |          |          |          |          |          |          |  |  | 治子       | 治子     | 治子     | 治子     | 治子     | 治子     |  |  |            |            |            |            |            |            |  |  |          |          |          |          |          |          |
|        |        |        |        |        |        |  |  | くま (斯波忠三郎妻) | くま (斯波忠三郎妻) | くま (斯波忠三郎妻) | くま (斯波忠三郎妻) | くま (斯波忠三郎妻) | くま (斯波忠三郎妻) |  |  | 戸田華子 | 戸田華子 | 戸田華子 | 戸田華子 | 戸田華子 | 戸田華子 |  |  |            |          |          |          |          |          |  |  |            |            |            |            |            |            |  |  |          |          |          |          |          |          |
|        |        |        |        |        |        |  |  | くま (斯波忠三郎妻) | くま (斯波忠三郎妻) | くま (斯波忠三郎妻) | くま (斯波忠三郎妻) | くま (斯波忠三郎妻) | くま (斯波忠三郎妻) |  |  | 戸田華子 | 戸田華子 | 戸田華子 | 戸田華子 | 戸田華子 | 戸田華子 |  |  |            |          |          |          |          |          |  |  |            |            |            |            |            |            |  |  |          |          |          |          |          |          |
| 進十六 | 進十六 | 進十六 | 進十六 | 進十六 | 進十六 |  |  | 進経太              | 進経太              | 進経太              | 進経太              | 進経太              | 進経太              |  |  | 龍       | 龍       | 龍       | 龍       | 龍       | 龍       |  |  | 松岡震三   | 松岡震三 | 松岡震三 | 松岡震三 | 松岡震三 | 松岡震三 |  |  |            |            |            |            |            |            |  |  |          |          |          |          |          |          |
| 進十六 | 進十六 | 進十六 | 進十六 | 進十六 | 進十六 |  |  | 進経太              | 進経太              | 進経太              | 進経太              | 進経太              | 進経太              |  |  | 龍       | 龍       | 龍       | 龍       | 龍       | 龍       |  |  | 松岡震三   | 松岡震三 | 松岡震三 | 松岡震三 | 松岡震三 | 松岡震三 |  |  |            |            |            |            |            |            |  |  |          |          |          |          |          |          |
|        |        |        |        |        |        |  |  |                     |                     |                     |                     |                     |                     |  |  |          |          |          |          |          |          |  |  |            |          |          |          |          |          |  |  |            |            |            |            |            |            |  |  |          |          |          |          |          |          |
|        |        |        |        |        |        |  |  |                     |                     |                     |                     |                     |                     |  |  |          |          |          |          |          |          |  |  |            |          |          |          |          |          |  |  |            |            |            |            |            |            |  |  |          |          |          |          |          |          |
|        |        |        |        |        |        |  |  | 松岡三十郎          | 松岡三十郎          | 松岡三十郎          | 松岡三十郎          | 松岡三十郎          | 松岡三十郎          |  |  | 松岡洋右 | 松岡洋右 | 松岡洋右 | 松岡洋右 | 松岡洋右 | 松岡洋右 |  |  | 松岡志郎   | 松岡志郎 | 松岡志郎 | 松岡志郎 | 松岡志郎 | 松岡志郎 |  |  |            |            |            |            |            |            |  |  |          |          |          |          |          |          |
|        |        |        |        |        |        |  |  | 松岡三十郎          | 松岡三十郎          | 松岡三十郎          | 松岡三十郎          | 松岡三十郎          | 松岡三十郎          |  |  | 松岡洋右 | 松岡洋右 | 松岡洋右 | 松岡洋右 | 松岡洋右 | 松岡洋右 |  |  | 松岡志郎   | 松岡志郎 | 松岡志郎 | 松岡志郎 | 松岡志郎 | 松岡志郎 |  |  |            |            |            |            |            |            |  |  |          |          |          |          |          |          |
|        |        |        |        |        |        |  |  |                     |                     |                     |                     |                     |                     |  |  | 松岡賢亮 | 松岡賢亮 | 松岡賢亮 | 松岡賢亮 | 松岡賢亮 | 松岡賢亮 |  |  | 松岡三雄   | 松岡三雄 | 松岡三雄 | 松岡三雄 | 松岡三雄 | 松岡三雄 |  |  | 松岡満寿男 | 松岡満寿男 | 松岡満寿男 | 松岡満寿男 | 松岡満寿男 | 松岡満寿男 |  |  |          |          |          |          |          |          |
|        |        |        |        |        |        |  |  |                     |                     |                     |                     |                     |                     |  |  | 松岡賢亮 | 松岡賢亮 | 松岡賢亮 | 松岡賢亮 | 松岡賢亮 | 松岡賢亮 |  |  | 松岡三雄   | 松岡三雄 | 松岡三雄 | 松岡三雄 | 松岡三雄 | 松岡三雄 |  |  | 松岡満寿男 | 松岡満寿男 | 松岡満寿男 | 松岡満寿男 | 松岡満寿男 | 松岡満寿男 |  |  |          |          |          |          |          |          |
|        |        |        |        |        |        |  |  | ゆう                |                     |                     |                     |                     |                     |  |  |          |          |          |          |          |          |  |  |            |          |          |          |          |          |  |  |            |            |            |            |            |            |  |  |          |          |          |          |          |          |
|        |        |        |        |        |        |  |  |                     |                     |                     |                     |                     |                     |  |  |          |          |          |          |          |          |  |  |            |          |          |          |          |          |  |  | 静子       |            |            |            |            |            |  |  |          |          |          |          |          |          |
|        |        |        |        |        |        |  |  |                     |                     |                     |                     |                     |                     |  |  |          |          |          |          |          |          |  |  |            |          |          |          |          |          |  |  |            |            |            |            |            |            |  |  |          |          |          |          |          |          |
|        |        |        |        |        |        |  |  |                     |                     |                     |                     |                     |                     |  |  |          |          |          |          |          |          |  |  | 坂本実     | 坂本実   | 坂本実   | 坂本実   | 坂本実   | 坂本実   |  |  | 坂本忠雄   | 坂本忠雄   | 坂本忠雄   | 坂本忠雄   | 坂本忠雄   | 坂本忠雄   |  |  |          |          |          |          |          |          |
|        |        |        |        |        |        |  |  |                     |                     |                     |                     |                     |                     |  |  |          |          |          |          |          |          |  |  | 坂本実     | 坂本実   | 坂本実   | 坂本実   | 坂本実   | 坂本実   |  |  | 坂本忠雄   | 坂本忠雄   | 坂本忠雄   | 坂本忠雄   | 坂本忠雄   | 坂本忠雄   |  |  |          |          |          |          |          |          |
|        |        |        |        |        |        |  |  |                     |                     |                     |                     |                     |                     |  |  | 藤枝     | 藤枝     | 藤枝     | 藤枝     | 藤枝     | 藤枝     |  |  | 正子       | 正子     | 正子     | 正子     | 正子     | 正子     |  |  |            |            |            |            |            |            |  |  |          |          |          |          |          |          |
|        |        |        |        |        |        |  |  |                     |                     |                     |                     |                     |                     |  |  | 藤枝     | 藤枝     | 藤枝     | 藤枝     | 藤枝     | 藤枝     |  |  | 正子       | 正子     | 正子     | 正子     | 正子     | 正子     |  |  |            |            |            |            |            |            |  |  |          |          |          |          |          |          |
|        |        |        |        |        |        |  |  |                     |                     |                     |                     |                     |                     |  |  |          |          |          |          |          |          |  |  | 佐藤寛子   | 佐藤寛子 | 佐藤寛子 | 佐藤寛子 | 佐藤寛子 | 佐藤寛子 |  |  |            |            |            |            |            |            |  |  | 阿達雅志 | 阿達雅志 | 阿達雅志 | 阿達雅志 | 阿達雅志 | 阿達雅志 |
|        |        |        |        |        |        |  |  |                     |                     |                     |                     |                     |                     |  |  |          |          |          |          |          |          |  |  | 佐藤寛子   | 佐藤寛子 | 佐藤寛子 | 佐藤寛子 | 佐藤寛子 | 佐藤寛子 |  |  |            |            |            |            |            |            |  |  | 阿達雅志 | 阿達雅志 | 阿達雅志 | 阿達雅志 | 阿達雅志 | 阿達雅志 |
|        |        |        |        |        |        |  |  |                     |                     |                     |                     |                     |                     |  |  | 佐藤松介 | 佐藤松介 | 佐藤松介 | 佐藤松介 | 佐藤松介 | 佐藤松介 |  |  |            |          |          |          |          |          |  |  | 佐藤龍太郎 | 佐藤龍太郎 | 佐藤龍太郎 | 佐藤龍太郎 | 佐藤龍太郎 | 佐藤龍太郎 |  |  |          |          |          |          |          |          |
|        |        |        |        |        |        |  |  |                     |                     |                     |                     |                     |                     |  |  | 佐藤松介 | 佐藤松介 | 佐藤松介 | 佐藤松介 | 佐藤松介 | 佐藤松介 |  |  |            |          |          |          |          |          |  |  | 佐藤龍太郎 | 佐藤龍太郎 | 佐藤龍太郎 | 佐藤龍太郎 | 佐藤龍太郎 | 佐藤龍太郎 |  |  |          |          |          |          |          |          |
|        |        |        |        |        |        |  |  |                     |                     |                     |                     |                     |                     |  |  | 佐藤茂世 | 佐藤茂世 | 佐藤茂世 | 佐藤茂世 | 佐藤茂世 | 佐藤茂世 |  |  | 佐藤栄作   | 佐藤栄作 | 佐藤栄作 | 佐藤栄作 | 佐藤栄作 | 佐藤栄作 |  |  | 佐藤信二   | 佐藤信二   | 佐藤信二   | 佐藤信二   | 佐藤信二   | 佐藤信二   |  |  | 実花     | 実花     | 実花     | 実花     | 実花     | 実花     |
|        |        |        |        |        |        |  |  |                     |                     |                     |                     |                     |                     |  |  | 佐藤茂世 | 佐藤茂世 | 佐藤茂世 | 佐藤茂世 | 佐藤茂世 | 佐藤茂世 |  |  | 佐藤栄作   | 佐藤栄作 | 佐藤栄作 | 佐藤栄作 | 佐藤栄作 | 佐藤栄作 |  |  | 佐藤信二   | 佐藤信二   | 佐藤信二   | 佐藤信二   | 佐藤信二   | 佐藤信二   |  |  | 実花     | 実花     | 実花     | 実花     | 実花     | 実花     |
|        |        |        |        |        |        |  |  |                     |                     |                     |                     |                     |                     |  |  |          |          |          |          |          |          |  |  | 佐藤市郎   | 佐藤市郎 | 佐藤市郎 | 佐藤市郎 | 佐藤市郎 | 佐藤市郎 |  |  | 安倍晋太郎 | 安倍晋太郎 | 安倍晋太郎 | 安倍晋太郎 | 安倍晋太郎 | 安倍晋太郎 |  |  |          |          |          |          |          |          |
|        |        |        |        |        |        |  |  |                     |                     |                     |                     |                     |                     |  |  |          |          |          |          |          |          |  |  | 佐藤市郎   | 佐藤市郎 | 佐藤市郎 | 佐藤市郎 | 佐藤市郎 | 佐藤市郎 |  |  | 安倍晋太郎 | 安倍晋太郎 | 安倍晋太郎 | 安倍晋太郎 | 安倍晋太郎 | 安倍晋太郎 |  |  |          |          |          |          |          |          |
|        |        |        |        |        |        |  |  |                     |                     |                     |                     |                     |                     |  |  | 佐藤秀助 | 佐藤秀助 | 佐藤秀助 | 佐藤秀助 | 佐藤秀助 | 佐藤秀助 |  |  | 岸信介     | 岸信介   | 岸信介   | 岸信介   | 岸信介   | 岸信介   |  |  |            |            |            |            |            |            |  |  | 安倍晋三 | 安倍晋三 | 安倍晋三 | 安倍晋三 | 安倍晋三 | 安倍晋三 |
|        |        |        |        |        |        |  |  |                     |                     |                     |                     |                     |                     |  |  | 佐藤秀助 | 佐藤秀助 | 佐藤秀助 | 佐藤秀助 | 佐藤秀助 | 佐藤秀助 |  |  | 岸信介     | 岸信介   | 岸信介   | 岸信介   | 岸信介   | 岸信介   |  |  |            |            |            |            |            |            |  |  | 安倍晋三 | 安倍晋三 | 安倍晋三 | 安倍晋三 | 安倍晋三 | 安倍晋三 |
|        |        |        |        |        |        |  |  |                     |                     |                     |                     |                     |                     |  |  |          |          |          |          |          |          |  |  |            |          |          |          |          |          |  |  | 洋子       | 洋子       | 洋子       | 洋子       | 洋子       | 洋子       |  |  | 岸信夫   | 岸信夫   | 岸信夫   | 岸信夫   | 岸信夫   | 岸信夫   |
|        |        |        |        |        |        |  |  |                     |                     |                     |                     |                     |                     |  |  |          |          |          |          |          |          |  |  |            |          |          |          |          |          |  |  | 洋子       | 洋子       | 洋子       | 洋子       | 洋子       | 洋子       |  |  | 岸信夫   | 岸信夫   | 岸信夫   | 岸信夫   | 岸信夫   | 岸信夫   |
|        |        |        |        |        |        |  |  |                     |                     |                     |                     |                     |                     |  |  | 岸信政   | 岸信政   | 岸信政   | 岸信政   | 岸信政   | 岸信政   |  |  | 岸良子     | 岸良子   | 岸良子   | 岸良子   | 岸良子   | 岸良子   |  |  |            |            |            |            |            |            |  |  |          |          |          |          |          |          |
|        |        |        |        |        |        |  |  |                     |                     |                     |                     |                     |                     |  |  | 岸信政   | 岸信政   | 岸信政   | 岸信政   | 岸信政   | 岸信政   |  |  | 岸良子     | 岸良子   | 岸良子   | 岸良子   | 岸良子   | 岸良子   |  |  |            |            |            |            |            |            |  |  |          |          |          |          |          |          |

## 施設

### 松岡別荘陶磁器館
静岡県御殿場市に松岡別荘陶磁器館があり、松岡に関する資料や松岡が収集していた陶磁器類を展示している。
- 所在地 静岡県御殿場市東山1082-107[100]
- 休館日 不定休（要事前確認）[100]
- 入館料 500円[100]

### 記念碑
郷里の山口県光市室積には洋右の記念碑が建立されている。記念碑の近くに松岡満寿男の自宅がある。